# NGC 3764
NGC 3764 is een peculiair sterrenstelsel in het sterrenbeeld Leeuw. Het hemelobject werd op 20 april 1862 ontdekt door de Duits-Deense astronoom Heinrich Louis d'Arrest.

## Synoniemen
- MCG 3-30-20
- ZWG 97.25
- 2ZW 52
- NPM1G +18.0302
- PGC 35930